# Elfriede Kaun
Elfriede Kaun (Büttel, 5 oktober 1914––5 maart 2008, Kiel) is een atleet uit Duitsland.
Ze was de eerste Duitse hoogspringster die over de 1,60 meter sprong, en ze werd drie maal Duits nationaal kampioene in 1935–1937.
Op de Atletiek op de Olympische Zomerspelen 1936 behaalde Kaun een bronzen medaille op het onderdeel hoogspringen.
- Gemeinsame Normdatei: 1162591455
- Virtual International Authority File: 5675153184553927100001